# Arlekino
 (octobre 2024).

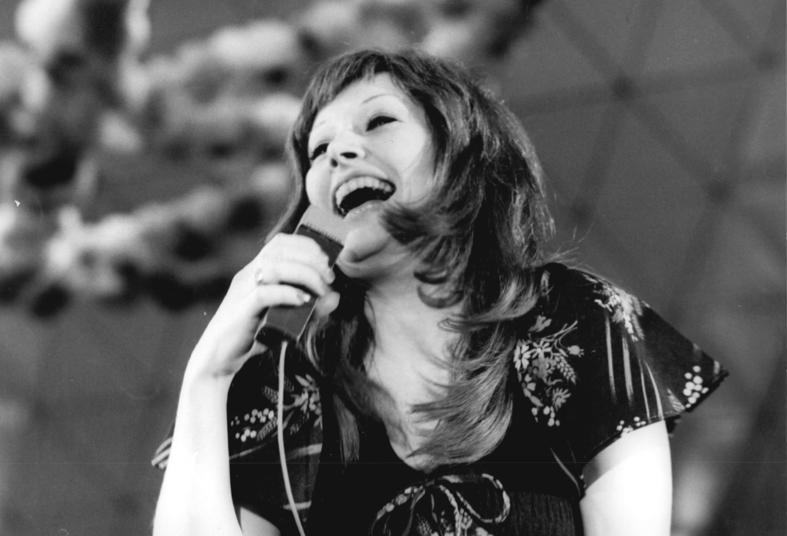
Alla Pougatchova en concert en 1976.

Arlekino (en russe : Арлекино) est une chanson de la chanteuse russe Alla Pougatcheva. La chanson a été coécrite par le compositeur bulgare Emil Dimitrov (en) et le poète russe Boris Barkas. En 1975, la chanson a été enregistrée en studio et publiée sur le premier EP solo de la chanteuse, également nommé Arlekino. Elle est simultanément devenue un incontournable de ses concerts. Pour cette chanson, Alla Pougatcheva a reçu le Grand Prix du concours international de chanson Golden Orpheus de 1975 en Bulgarie,.
Le single est devenu un succès international en Europe de l'Est, dans les pays baltes et en Asie centrale, tout particulièrement en Bulgarie et en Allemagne. Les ventes totales du single dans l'ex-URSS et dans le monde se sont élevées à 14 millions d'exemplaires.
En 2023, un remix de la chanson créée par Geoffplaysguitar est devenu la bande originale du jeu Atomic Heart.

## Contexte
Bien qu'il ait initialement été prévu qu'un autre artiste représenterait l'Union soviétique au concours international de chanson « Golden Orpheus » (en), cet honneur revient finalement à Alla Pougatcheva, la soliste du groupe Vesyolye Rebyata (en). Selon les termes du concours, il fallait interpréter trois chansons, dont une en bulgare. La chanson Arlekino a été transmise à Pougatcheva par Emil Dimitrov lui-même ; il s'est avéré que c'était une chanson de son répertoire, avec laquelle il a remporté le concours de chanson de Sopot en 1964. Pougatcheva a aimé la mélodie et le texte russe a été écrit par Boris Barkas.
C'est à Pougatcheva que l'on doit la figure du clown triste durant les performances ainsi que le célèbre rire qui retentit entre les couplets. Elle-même considère que la chanson présente une combinaison idéale de texte, de musique et d'arrangement, ce qui lui a donné la liberté d'approche créative pour créer une image, des expressions faciales, et des gestes pour la performance.

## Représentations auGolden Orpheus
Le 3 juin 1975, le concours du Golden Orpheus débute en Bulgarie. Pougatcheva parvient la finale, où elle interprète la chanson Ty snishsya mne, suivie de Arlekino ; le public demande alors un rappel. Le 7 juin a lieu la soirée finale, au cours de laquelle tous les gagnants interprètent leurs chansons. Il y a cependant un problème avec le numéro préparé pour Pougatcheva : alors qu'elle était censée apparaître sur une énorme main, le chanteur britannique Carl Wayne décide d'interpréter sa chanson une seconde fois, de façon imprévue, et la main géante chevauchée par Alla Pougatcheva tombe sur la scène au milieu de sa performance. En conséquence, Pougatcheva reste sur scène jusqu'à la fin de la chanson et chante même la phrase finale pour Wayne. Pougatcheva interprète ensuite Arlekino ce soir-là en rappel.
Le concours a été diffusé dans toute la Bulgarie, il a également été regardé par Philipp Kirkorov, âgé de huit ans, le futur chanteur et mari de Pougatcheva. En Union soviétique, cependant, le concours n'a été diffusé qu'un mois plus tard en raison de la réaction négative du président du Comité d'État de télévision et de radiodiffusion de l'URSS (en) (Gosteleradio), Sergueï Lapine.

## Sorties
L'EP est sorti le 21 juin 1975 en Union soviétique. Il s'agissait du premier EP solo d'Alla Pougatcheva (avec des enregistrements en studio) ; avant cela, elle n'apparaissait que sur des compilations. En plus du premier single Arlekino, il y avait deux faces B : Posidim, pookayem et Ty snishsya mne. Bien que toutes les chansons aient été populaires en URSS, elles n'ont été publiées que sur son deuxième album studio Arlekino i drugiye en 1979.
Après la victoire de Pougatcheva au concours international de chanson de 1975, Balkanton a publié une série d'enregistrements live du concours. Toutes les chansons sont en russe.
Les ventes du single ont atteint un record de 14 millions d'exemplaires,.
Une version allemande de la chanson est enregistrée par Pougatcheva lors de sa tournée en RDA en avril 1976 et publié en Allemagne par Amiga en 1976. Selon la discographie officielle de la chanteuse, il s'agit de son troisième single. L'enregistrement de la chanson Harlekino en allemand est dû à la grande popularité de la chanson en Allemagne de l'Est.